# Torbes
Torbes is een gemeente in de Venezolaanse staat Táchira. De gemeente telt 56.300 inwoners. De hoofdplaats is San Josecito.